# São José dos Pinhais
São José dos Pinhais è un comune del Brasile nello Stato del Paraná, parte della mesoregione Metropolitana de Curitiba e della microregione di Curitiba.
São José dos Pinhais è sede della diocesi omonima, eretta il 6 dicembre 2006.